# Головашівка (Сумський район)
Голова́шівка —  село в Україні, у Степанівській селищній громаді Сумського району Сумської області. Населення становить 413 осіб. До 2017 орган місцевого самоврядування — Степанівська селищна рада.

## Географія
Село Головашевка знаходиться за 2,5 км від лівого берега річки Сумка. На відстані до 1,5 км розташовані села Глиняне і Степаненкове. Селом протікає річка Головашівка, ліва притока Сумки.  Поруч проходять автомобільна дорога Р61 і залізниця, станція Головашівка. Біля села проходить газопровід Уренгой - Помари - Ужгород.

## Історія
Село постраждало внаслідок Геноциду-Голодомору, проведеного урядом СССР 1932-1933. У селі орудувала банда із 45 чоловік, яку очолювали комуністи. 
12 червня 2020 року, відповідно до розпорядження Кабінету Міністрів України № 723-р «Про визначення адміністративних центрів та затвердження територій територіальних громад Сумської області», село увійшло до складу Степанівської селищної громади. 
19 липня 2020 року, в результаті адміністративно-територіальної реформи та ліквідації Сумського району(1923—2020), увійшло до складу новоутвореного Сумського району.

## Населення

### Мова
Розподіл населення за рідною мовою за даними :
| Мова            | Кількість | Відсоток |
| --------------- | --------- | -------- |
| українська      | 398       | 96.37%   |
| російська       | 8         | 1.94%    |
| інші/не вказали | 7         | 1.69%    |
| Усього          | 413       | 100%     |

## Персоналії
Остапенко Юрій Станіславович — український військовик, учасник російсько-української війни.